# チームS 2nd Stage「手をつなぎながら」
『チームS 2nd Stage「手をつなぎながら」』（チームエス セカンドステージ てをつなぎながら）は、SKE48チームS劇場公演の2nd Stageである。本項では、その後の別チームによる「おさがり」公演についても記述する。また、公演を収録したCD・DVDについても記述する。

## 概要
SKE48チームSの2nd公演であり、SKE48として初めてのオリジナル公演である。SKE48チームKIIの2nd公演、HKT48の1st（研究生）公演、HKT48チームHの1st公演、AKB48チーム4の2nd公演でも使用された。
2014年5月2日よりSKE48チームEの4th公演としても行われている。2015年3月15日よりJKT48チームTの2nd公演として使用された。
2018年6月6日よりAKB48チーム4によって再度、使用されている。

## 公演内容

### 曲目
1. overture（SKE48 ver.）
（作編曲：尾澤拓実、歌：TAZ）
全SKE48公演共通である。
2. 僕らの風
（作詞：秋元康、作曲：五戸力、編曲：草野よしひろ）
3. マンゴーNo.2
（作詞：秋元康、作曲：イイジマケン、編曲：Funta7）
4. 手をつなぎながら
（作詞：秋元康、作曲：小網準、編曲：市川裕一）
5. チャイムはLOVE SONG
（作詞：秋元康、作曲：白戸佑輔、編曲：野中“まさ”雄一）
6. Glory days
（作詞：秋元康、作曲・編曲：伊藤心太郎）
7. この胸のバーコード
（作詞：秋元康、作曲：青木真一、編曲：野中“まさ”雄一）
8. ウィンブルドンへ連れて行って
（作詞：秋元康、作曲：Solaya、編曲：樫原伸彦）
9. 雨のピアニスト
（作詞：秋元康、作曲：吉富小百合、編曲：市川裕一）
10. チョコの行方
（作詞：秋元康、作曲：中村望、編曲：高島智明）
11. Innocence
（作詞：秋元康、作曲：横健介、編曲：野中“まさ”雄一）
12. ロマンスロケット
（作詞：秋元康、作曲：岡田実音、編曲：高島智明）
13. 恋の傾向と対策
（作詞：秋元康、作曲：市川裕一、編曲：武藤星児）
14. 大好き
（作詞：秋元康、作曲：多田慎也、編曲：梅堀淳）

アンコール
1. ロープの友情
（作詞：秋元康、作曲：Rie、編曲：市川裕一）
2. 火曜日の夜、水曜日の朝
（作詞：秋元康、作曲：小網準、編曲：武藤星児）
3. 遠くにいても
（作詞：秋元康、作曲：YORI、編曲：光田健一）

### 演出
- 振り付け担当：牧野アンナ
- 「僕らの風」では、小道具としてタンバリンを使用。
- 「チョコの行方」では、小道具としてプレゼントの箱を使用。
- 「Innocence」は、歌詞の内容が過激なため原則15歳以下のメンバーは歌唱に参加しない。これはその後の「おさがり」公演でも踏襲されている。
- 「ロープの友情」では、小道具として短いロープを使用。

## SKE48 チームS 2nd Stage「手をつなぎながら」公演
- 公演期間：2009年2月14日 - 10月16日　97回
- 出演メンバー
大矢真那・小野晴香・桑原みずき・新海里奈・高井つき奈・高田志織・出口陽・中西優香・平田璃香子・平松可奈子・松井珠理奈・松井玲奈・松下唯・森紗雪・矢神久美・山下もえ
※高井は8月31日付で卒業

- ユニット曲担当
  - 1stユニット
    - Glory days（桑原・松井珠・中西）
    - この胸のバーコード（高田・出口・小野）
    - ウィンブルドンへ連れて行って（矢神・高井・森）
    - 雨のピアニスト（山下・松井玲・松下）
    - チョコの行方（平田・大矢・新海・平松）

  - 2ndユニット
    - Glory days（新海・矢神・山下）
    - この胸のバーコード（中西・平田・平松）
    - ウィンブルドンへ連れて行って（高田・松井珠・松下）
    - 雨のピアニスト（大矢・桑原・出口）
    - チョコの行方（小野・高井・松井玲・森）

※全体曲ではあるが「Innocence」のサビ以外のパートは、小野・出口・松下が歌っている。

## SKE48 チームKII 2nd Stage「手をつなぎながら」公演
- 公演期間：2009年12月6日 - 2010年9月22日 84回、2011年4月5日 - 2011年9月1日 24回（リバイバル）
- 出演メンバー
赤枝里々奈、阿比留李帆（リバイバルのみ）、井口栞里（2ndのみ）、石田安奈、内山命（2ndのみ）、小木曽汐莉、加藤智子、鬼頭桃菜（2ndのみ）、後藤理沙子（リバイバルのみ）、斉藤真木子（2ndのみ）、佐藤聖羅、佐藤実絵子、高柳明音、秦佐和子（リバイバルのみ）、古川愛李、松本梨奈、向田茉夏、矢方美紀（リバイバルのみ）、山田澪花、若林倫香
- ユニット曲担当
  - Glory days
（石田・斉藤・向田→石田・向田・矢方）
  - この胸のバーコード
（佐藤実・鬼頭・松本→佐藤実・秦・松本）
  - ウィンブルドンへ連れて行って
（若林・高柳・山田）
  - 雨のピアニスト
（内山・佐藤聖・古川・→阿比留・佐藤聖・古川）
  - チョコの行方
（赤枝・井口・小木曽・加藤→赤枝・小木曽・加藤・後藤）

※全体曲ではあるが「Innocence」のサビ以外のパートは、佐藤実・高柳・古川が歌っている。

## HKT48 1st Stage「手をつなぎながら」公演
HKT48初の劇場公演で、1st Stage公演と案内されているが、事実上の研究生公演である。
- 公演期間：2011年11月26日 - 2012年3月2日 76回
- 出演メンバー
穴井千尋、今田美奈、植木南央、熊沢世莉奈、兒玉遥、古森結衣、下野由貴、菅本裕子、田中菜津美、中西智代梨、松岡菜摘、宮脇咲良、村重杏奈、本村碧唯、森保まどか、若田部遥
- ユニット曲担当
  - Glory days
（兒玉・中西・若田部）　※バックダンサーに安陪恭加、江藤彩也香、谷口愛理、仲西彩佳、深川舞子が参加
  - この胸のバーコード
（森保・下野・田中）
  - ウィンブルドンへ連れて行って
（本村・宮脇・菅本）
  - 雨のピアニスト
（松岡・穴井・熊沢）
  - チョコの行方
（村重・古森・今田・植木）

※全体曲ではあるが「Innocence」のサビ以外のパートは、穴井・菅本・中西が歌っている。

## HKT48 チームH 1st Stage「手をつなぎながら」公演
- 公演期間：2012年3月4日 - 2013年2月17日[2] 200回
- 出演メンバー
穴井千尋、植木南央、多田愛佳、熊沢世莉奈、兒玉遥、古森結衣、指原莉乃、下野由貴、菅本裕子、田中菜津美、谷口愛理、中西智代梨、松岡菜摘、宮脇咲良、村重杏奈、本村碧唯、森保まどか、若田部遥
  - 指原は2012年6月16日付でAKB48から移籍。7月5日の公演から出演。
  - 古森・菅本・谷口は8月18日付で辞退。
  - 多田は2012年11月1日付でAKB48から移籍、同日の公演から出演。
  - 2012年9月には、SKE48から複数名のメンバーがサプライズ出演[注 1]。
- ユニット曲担当
  - Glory days
（下野・兒玉・村重）※指原は当初はこのユニットだったが11月から別のユニットに移動となった。
  - この胸のバーコード
（穴井・菅本→指原・中西）
  - ウィンブルドンへ連れて行って
（谷口→植木・宮脇・本村）
  - 雨のピアニスト
（熊沢・松岡・森保）
  - チョコの行方
（植木・古森→多田・田中・若田部）

## AKB48 峯岸チーム4「手をつなぎながら」公演
2013年8月に発足したチーム4（2代目）としての初の劇場公演である。AKB48の劇場公演で、AKB48以外の48グループのセットリストを使った公演は、2017年1月現在、本公演が唯一である。
- 公演期間：2013年11月3日[3][4] - 2014年4月15日 64回
- 出演メンバー
相笠萌、岩立沙穂、内山奈月、梅田綾乃、岡田彩花、岡田奈々、北澤早紀、小嶋真子、篠崎彩奈、髙島祐利奈、西野未姫、橋本耀、前田美月、峯岸みなみ、村山彩希、茂木忍
- ユニット曲担当
  - Glory days（相笠・西野・梅田）
  - この胸のバーコード（岩立・峯岸・茂木）
  - ウィンブルドンへ連れて行って（篠崎・小嶋・北澤）
  - 雨のピアニスト（岡田彩・岡田奈・髙島）
  - チョコの行方（内山・村山・前田・橋本）

※全体曲ではあるが「Innocence」のサビ以外のパートは、髙島・峯岸・茂木が歌っている。

## SKE48 チームE 4th Stage「手をつなぎながら」公演
- 公演期間：2014年5月2日[5] -　2016年9月1日
- 出演メンバー
磯原杏華・井田玲音名・市野成美・岩永亞美・梅本まどか・大脇有紗・加藤るみ・鎌田菜月・木本花音・熊崎晴香・小石公美子・後藤楽々・小林亜実・斉藤真木子・酒井萌衣・佐藤すみれ・柴田阿弥・菅原茉椰・須田亜香里・髙寺沙菜・谷真理佳・福士奈央・松井玲奈・山田澪花
髙寺は2014年5月14日の公演から参加。福士・山田は5月19日の公演から参加。熊崎は8月18日の公演から参加。大脇は7月30日付で卒業（同日卒業公演）。山田は12月25日に卒業公演。岩永は2015年2月27日に卒業公演。小林は3月19日に卒業公演。井田・鎌田は、3月31日付で研究生から昇格。松井は8月31日に卒業公演。11月28日付で、後藤・菅原が研究生からそれぞれ昇格。菅原は12月6日、後藤は12月26日の公演から参加。磯原は2016年1月31日に卒業（1月25日卒業公演）。
  - 2015年2月24日公演から、Eメンバー以外のSKE正規メンバーが出演する「シャッフル公演」が行われている。
- ユニット曲担当（☆はセンター、各曲各ポジションから一名ずつ出演）
  - 1stユニット
    - Glory days
      - 市野
      - 加藤・山田・斉藤・福士
      - ☆木本・加藤・斉藤・市野

    - この胸のバーコード
      - 大脇・酒井・小林・井田
      - 磯原・髙寺・小林・小石・井田・鎌田
      - ☆松井・磯原・梅本・小林・岩永

    - ウィンブルドンへ連れて行って
      - 岩永・髙寺・市野
      - 小石・熊崎
      - ☆柴田・岩永・市野・髙寺・斉藤

    - 雨のピアニスト
      - ☆須田・小林・磯原・梅本・谷
      - 斉藤・小林
      - 谷・小林・酒井

    - チョコの行方
      - 梅本・山田・福士・小石・髙寺
      - 小林・福士・鎌田
      - 酒井・福士・小石
      - ☆佐藤・加藤・磯原

  - 2ndユニット
    - Glory days
      - 磯原・後藤
      - 熊崎・福士
      - ☆斉藤・熊崎

    - この胸のバーコード
      - 加藤・鎌田・酒井
      - 谷・鎌田・菅原
      - ☆柴田・加藤

    - ウィンブルドンへ連れて行って
      - 髙寺
      - 鎌田・福士
      - ☆木本

    - 雨のピアニスト
      - ☆松井・梅本・熊崎
      - 酒井・井田
      - 佐藤・梅本・井田

    - チョコの行方
      - 井田・梅本・菅原
      - 福士・小石
      - 市野
      - ☆須田

※全体曲ではあるが「Innocence」のサビ以外のパートは、谷・木本・岩永→柴田が歌っている。

## JKT48 チームT 1st Stage「手をつなぎながら」公演
インドネシア語の公演名称は「Sambil Menggenggam Erat Tanganku」
- 公演期間：2015年3月15日[6] -
- 出演メンバー
アマンダ・ドウィ・アリスタ、アンデラ・ユウォノ、アニンディタ・ラーマ・チャヒャディ、アユ・サフィラ・オクタフィアニ、チキタ・ラフェンスカ・マヌサ、イレィン・ハルタント、フェニ・フィトゥリヤンティ、フランシスカ・サラスワティ・プスパ・デウィ、マリア・ゲノフェフア・ナタリア・デシー・プルナマサリ・グナワン、マルタ・グラシエラ、ミシェル・クリスト・クスナディ、ナディファ・サルサビラ、ニ・マデ・アユ・ファニア・アウレリア、シャニ・インディラ・ナティオ、シャニア・グラシア、シャフィラ・アンジェラ・ヌルハリザ
- ユニット曲担当（☆はセンター）
  - Glory days（ミシェル☆、シャニア・G、フランシスカ）
  - この胸のバーコード（イレィン☆、マリア、チキタ）
  - ウィンブルドンへ連れて行って（シャフィラ☆、シャニ、アニンディタ）
  - 雨のピアニスト（アンデラ☆、アマンダ、ナディファ）
  - チョコの行方（フェニ☆、マルタ、アユ、ニ）

※全体曲ではあるが「Innocence」のサビ以外のパートはエライン、アンデラ、アマンダ、チキタ、マリアが歌っている。

## SNH48 チームHII 2nd Stage「手をつなぎながら」公演
中国語での公演名称は「手牽手」
- 公演期間：2015年5月29日[7] -
- 出演メンバー
陳怡馨、郝婉晴、李豆豆、李清揚、林楠、劉炅然、劉佩鑫、王柏碩、王璐、呉燕文、謝妮、徐晗、徐伊人、許楊玉琢、楊恵婷、張昕

　　　※李豆豆は2015年11月7日付で卒業を発表した。
- ユニット曲担当
  - Glory days（劉佩鑫、王璐、張昕）
  - この胸のバーコード（郝婉晴、李豆豆、王柏碩）
  - ウィンブルドンへ連れて行って（謝妮、徐晗、楊恵婷）
  - 雨のピアニスト（劉炅然、呉燕文、許楊玉琢）
  - チョコの行方（陳怡馨、李清揚、林楠、徐伊人）

## HKT48 チームTII（＋研究生）「手をつなぎながら」公演
公演期間
2016年12月21日 -　
出演メンバー
荒巻美咲、今村麻莉愛、栗原紗英、坂本愛玲菜、筒井莉子、外薗葉月、松岡はな、村川緋杏、山内祐奈、山下エミリー（当初のチームTIIメンバー）
小田彩加、堺萌香、清水梨央、武田智加、月足天音、松本日向、宮崎想乃（研究生→チームTII）
豊永阿紀、運上弘菜、地頭江音々（研究生→他チーム）
石安伊（チームTIIドラフト3期研究生→チームTII）
筒井・堺・清水・宮崎は2016年12月25日の公演から参加。筒井は2017年5月29日の卒業公演をもって卒業。
チームTIIは当初16人に満たない為、研究生と合同で公演を行っていた。

ユニット曲担当（☆はセンター、各曲各ポジションから一名ずつ出演）
- Glory days
  - 外薗
  - ☆松岡
  - 豊永

- この胸のバーコード
  - 坂本
  - ☆栗原
  - 運上・宮崎

- ウィンブルドンへ連れて行って
  - 月足・運上
  - ☆今村
  - 小田・堺

- 雨のピアニスト
  - 松本・月足
  - ☆山下
  - 地頭江

- チョコの行方
  - 武田
  - ☆荒巻
  - 山内・筒井
  - 村川

## AKB48 村山チーム4「手をつなぎながら」公演
公演期間
2018年6月6日 - 2022年4月4日
出演メンバー
浅井七海・稲垣香織・大川莉央・大西桃香・大森美優・岡田奈々・川本紗矢・行天優莉奈・坂口渚沙・佐藤妃星・佐藤七海・髙橋彩音・達家真姫宝・田屋美咲・永野芹佳・濵咲友菜・馬嘉伶・宮里莉羅・村山彩希・山内瑞葵
黒須遥香（チーム4研究生→チーム4）・石綿星南・蔵本美結・多田京加・吉橋柚花（チーム4ドラフト3期研究生→チーム4）
※大川・馬は2018年8月14日から、稲垣・宮里は同年8月17日から本公演の演目に出演。

ユニット曲担当
- Glory days（山内・濵・佐藤妃）
- この胸のバーコード（岡田・大森・大西）
- ウィンブルドンへ連れて行って（坂口・浅井・達家）
- 雨のピアニスト（村山・佐藤七・行天）
- チョコの行方（川本・髙橋・永野・田屋）

※全体曲ではあるが「Innocence」のソロパートは大西、村山、行天が担当している（「公演内容」節を参照）。

## SKE48 「手をつなぎながら」公演
公演期間
2019年7月9日 - 2025年5月30日
公演メンバー
SKE48全メンバー
（初日出演メンバー）上村亜柚香・青木詩織・荒井優希・江籠裕奈・北野瑠華・井田玲音名・鎌田菜月・福士奈央・青海ひな乃・赤堀君江・荒野姫楓・大橋真子・鈴木愛菜・鈴木恋奈・田辺美月・平野百菜
- 初日は16人公演。途中、新型コロナウイルス感染症による公演休止を経て、2022年7月20日から12人編成での公演となっている。
- 2025年5月5日開催の「SKE48 30時間TV」グランドフィナーレにて、5月30日に公演終了することが発表された。

ユニット曲担当 （初日）
- Glory days（福士・青海・上村）
- この胸のバーコード（赤堀・江籠・鎌田）
- ウィンブルドンへ連れて行って（大橋・田辺・平野）
- 雨のピアニスト（荒野・荒井・井田）
- チョコの行方（鈴木恋・鈴木愛・北野・青木）

## スタジオ収録CD
公演曲を公演メンバーがスタジオ収録したものである。

### チームS 2nd Stage「手をつなぎながら」（CD）
- 収録メンバー
大矢真那・小野晴香・桑原みずき・新海里奈・高井つき奈・高田志織・出口陽・中西優香・平田璃香子・平松可奈子・松井珠理奈・松井玲奈・松下唯・森紗雪・矢神久美・山下もえ
- 収録曲
  1. overture（SKE48 ver.）
  2. 僕らの風
  3. マンゴーNo.2
  4. 手をつなぎながら
  5. チャイムはLOVE SONG
  6. Glory days（歌：桑原・松井珠・中西）
  7. この胸のバーコード（歌：高田・出口・小野）
  8. ウィンブルドンへ連れて行って（歌：矢神・高井・森）
  9. 雨のピアニスト（歌：山下・松井玲・松下）
  10. チョコの行方（歌：平田・大矢・新海・平松）
  11. Innocence
  12. ロマンスロケット
  13. 恋の傾向と対策
  14. 大好き
  15. ロープの友情
  16. 火曜日の夜、水曜日の朝
  17. 遠くにいても

### チームKII 2nd Stage「手をつなぎながら」（CD）
- 収録メンバー
赤枝里々奈、井口栞里、石田安奈、内山命、加藤智子、鬼頭桃菜、斉藤真木子、佐藤聖羅、佐藤実絵子、高柳明音、古川愛李、松本梨奈、向田茉夏、山田澪花、若林倫香
- 収録曲
  1. overture（SKE48 ver.）
  2. 僕らの風
  3. マンゴーNo.2
  4. 手をつなぎながら
  5. チャイムはLOVE SONG
  6. Glory days（歌：石田・向田・斉藤）
  7. この胸のバーコード（歌：鬼頭・松本・佐藤実）
  8. ウィンブルドンへ連れて行って（歌：若林・高柳・山田）
  9. 雨のピアニスト（歌：佐藤聖・古川・内山）
  10. チョコの行方（歌：加藤・井口・赤枝）
  11. Innocence
  12. ロマンスロケット
  13. 恋の傾向と対策
  14. 大好き
  15. ロープの友情
  16. 火曜日の夜、水曜日の朝
  17. 遠くにいても

### チームH 1st Stage「手をつなぎながら」（CD）
- 収録メンバー
穴井千尋、植木南央、多田愛佳、熊沢世莉奈、兒玉遥、指原莉乃、下野由貴、田中菜津美、中西智代梨、松岡菜摘、宮脇咲良、村重杏奈、本村碧唯、森保まどか、若田部遥
- 収録曲
  1. overture（HKT48 ver.）
  2. 僕らの風
  3. マンゴーNo.2
  4. 手をつなぎながら
  5. チャイムはLOVE SONG
  6. Glory days（歌：兒玉・村重・下野）
  7. この胸のバーコード（歌：指原・中西・穴井）
  8. ウィンブルドンへ連れて行って（歌：宮脇・本村・植木）
  9. 雨のピアニスト（歌：森保・松岡・熊沢）
  10. チョコの行方（歌：多田・若田部・田中・植木）
  11. Innocence
  12. ロマンスロケット
  13. 恋の傾向と対策
  14. 大好き
  15. ロープの友情
  16. 火曜日の夜、水曜日の朝
  17. 遠くにいても

## 劇場公演DVD

### チームS 2nd「手をつなぎながら」（DVD）
- 収録メンバー
大矢真那・小野晴香・桑原みずき・新海里奈・高井つき奈・高田志織・出口陽・中西優香・平田璃香子・平松可奈子・松井珠理奈・松井玲奈・松下唯・森紗雪・矢神久美・山下もえ
- 収録曲
  1. overture（SKE48 ver.）
  2. 僕らの風
  3. マンゴーNo.2
  4. 手をつなぎながら
  5. チャイムはLOVE SONG
  6. Glory days（歌：桑原・松井珠・中西）
  7. この胸のバーコード（歌：高田・出口・小野）
  8. ウィンブルドンへ連れて行って（歌：矢神・高井・森）
  9. 雨のピアニスト（歌：山下・松井玲・松下）
  10. チョコの行方（歌：平田・大矢・新海・平松）
  11. Innocence
  12. ロマンスロケット
  13. 恋の傾向と対策
  14. 大好き
  15. ロープの友情
  16. 火曜日の夜、水曜日の朝
  17. 強き者よ
  18. 遠くにいても
  19. 特典映像：SKE48の軌跡（Team KII）

### チームKII 2nd「手をつなぎながら」（DVD）
- 収録メンバー
赤枝里々奈、井口栞里、石田安奈、内山命、小木曽汐莉、加藤智子、鬼頭桃菜、斉藤真木子、佐藤聖羅、佐藤実絵子、高柳明音、古川愛李、松本梨奈、向田茉夏、山田澪花、若林倫香
- 収録曲
  1. overture（SKE48 ver.）
  2. 僕らの風
  3. マンゴーNo.2
  4. 手をつなぎながら
  5. チャイムはLOVE SONG
  6. Glory days（歌：石田・向田・斉藤）
  7. この胸のバーコード（歌：鬼頭・松本・佐藤実）
  8. ウィンブルドンへ連れて行って（歌：若林・高柳・山田）
  9. 雨のピアニスト（歌：佐藤聖・古川・内山）
  10. チョコの行方（歌：加藤・井口・赤枝・小木曽）
  11. Innocence
  12. ロマンスロケット
  13. 恋の傾向と対策
  14. 大好き
  15. ロープの友情
  16. 火曜日の夜、水曜日の朝
  17. 遠くにいても
  18. 特典映像：千秋楽ドキュメント・team KII 生誕祭特集

### チームH 1st Stage「手をつなぎながら」（DVD）
- 収録メンバー
穴井千尋、今田美奈、植木南央、多田愛佳、熊沢世莉奈、兒玉遥、指原莉乃、下野由貴、田中菜津美、中西智代梨、深川舞子、松岡菜摘、宮脇咲良、村重杏奈、本村碧唯、森保まどか、若田部遥
- 収録曲
  1. overture（HKT48 ver.）
  2. 僕らの風
  3. マンゴーNo.2
  4. 手をつなぎながら
  5. チャイムはLOVE SONG
  6. Glory days（歌：兒玉・村重・下野）
  7. この胸のバーコード（歌：指原・中西・穴井）
  8. ウィンブルドンへ連れて行って（歌：宮脇・本村・植木）
  9. 雨のピアニスト（歌：森保・松岡・熊沢）
  10. チョコの行方（歌：多田・若田部・田中・植木）
  11. Innocence
  12. ロマンスロケット
  13. 恋の傾向と対策
  14. 大好き
  15. ロープの友情
  16. 火曜日の夜、水曜日の朝
  17. 遠くにいても

### チーム4 2nd Stage「手をつなぎながら」（DVD）
- 収録メンバー
相笠萌、岩立沙穂、内山奈月、梅田綾乃、岡田彩花、岡田奈々、北澤早紀、小嶋真子、篠崎彩奈、高島祐利奈、西野未姫、橋本耀、前田美月、峯岸みなみ、村山彩希、茂木忍
- 収録曲
  1. overture
  2. 僕らの風
  3. マンゴーNo.2
  4. 手をつなぎながら
  5. チャイムはLOVE SONG
  6. Glory days（歌：相笠・西野・梅田）
  7. この胸のバーコード（歌：岩立・峯岸・茂木）
  8. ウィンブルドンへ連れて行って（歌：篠崎・小嶋・北澤）
  9. 雨のピアニスト（歌：岡田彩・岡田奈・髙島）
  10. チョコの行方（歌：内山・村山・前田・橋本）
  11. Innocence
  12. ロマンスロケット
  13. 恋の傾向と対策
  14. 大好き
  15. ロープの友情
  16. 火曜日の夜、水曜日の朝
  17. 遠くにいても

### Sambil Menggandeng Erat Tanganku（DVD）
- 収録メンバー
アマンダ・ドウィ・アリスタ、アンデラ・ユウォノ、アニンディタ・ラーマ・チャヒャディ、アユ・サフィラ・オクタフィアニ、チキタ・ラフェンスカ・マヌサ、イレィン・ハルタント、フェニ・フィトゥリヤンティ、フランシスカ・サラスワティ・プスパ・デウィ、マリア・ゲノフェフア・ナタリア・デシー・プルナマサリ・グナワン、マルタ・グラシエラ、ミシェル・クリスト・クスナディ、ナディファ・サルサビラ、ニ・マデ・アユ・ファニア・アウレリア、シャニ・インディラ・ナティオ、シャニア・グラシア、シャフィラ・アンジェラ・ヌルハリザ
- 収録曲
  1. overture
  2. 僕らの風
  3. マンゴーNo.2
  4. 手をつなぎながら
  5. チャイムはLOVE SONG
  6. Glory days（歌：ミシェル、シャニア・G、フランシスカ）
  7. この胸のバーコード（歌：イレィン、マリア、チキタ）
  8. ウィンブルドンへ連れて行って（歌：シャフィラ、シャニ、アニンディタ）
  9. 雨のピアニスト（歌：アンデラ、アマンダ、ナディファ）
  10. チョコの行方（歌：フェニ、マルタ、アユ、ニ）
  11. Innocence
  12. ロマンスロケット
  13. 恋の傾向と対策
  14. 大好き
  15. ロープの友情
  16. 火曜日の夜、水曜日の朝
  17. 遠くにいても